# Lesley Joseph
Lesley Joseph est une actrice britannique née le 14 octobre 1945.

## Carrière
Elle est surtout connue pour le rôle de Dorien Green, dans la série télévisée Birds of a Feather, depuis 1989 - avec Pauline Quirke et Linda Robson.
Lesley commence sa carrière d'actrice à l'âge de vingt quatre ans. Elle fait une apparition dans Godspell en mai 1973, au Pavillon à Bournemouth. Elle apparait dans de nombreux films et séries télévisées.
En 2016, elle est une des participantes de la saison 14 de l'émission Strictly Come Dancing et est associée au danseur pro Anton du Beke. Elle est éliminée en semaine 5.

## Vie personnelle
Elle a deux enfants. Ils résident actuellement[Quand ?] dans Hampstead, un quartier dans le nord du Londres. Sa mère est morte en mars 2016, âgée de 103 ans.